# Lycaena baralacha
Lycaena baralacha är en fjärilsart som beskrevs av Moore 1884. Lycaena baralacha ingår i släktet Lycaena och familjen juvelvingar. Inga underarter finns listade i Catalogue of Life.